# Гецов Семен Аронович
Гецов Семен Аронович (29 липня, 1883, Слуцьк -  26 вересня 1937) – депутат Українських Установчих Зборів (1918).
Отримав вищу освіту.
7 листопада 1917 - депутат 2 Всеросійського з'їзду Рад від Кадіївської районної Ради, більшовик. Згодом обраний депутатом Українських Установчих Зборів від катеринославської виборчої округи за списком більшовиків.
Впродовж 1918-1923 рр. працював заступником голови Головного вугільного комітету. Працював начальником науково-програмного відділу Академії наук СРСР.
Заарештований 29 липня 1937 року. Звинувачений у диверсійній та контрреволюційній діяльності. 26 вересня 1937 року Воєнною колегією Верховного суду СРСР засуджений до розстрілу.
Реабілітований Воєнною колегією Верховного суду СРСР 17 листопада 1956 р.

## Праці
- С.А.Гецов. Пути развития Донецкого бассейна (перспективный план каменноугольной промышленности на пятилетие 1928/29 – 1932/33 годы). 1929
- С.А.Гецов „Экономические интересы России в Донецком бассейне с точки зрения вопроса о границах с Украиной" // Ближайшие перспективы отношений России с Украиной, 1918.